# Canora-Pelly (circonscription saskatchewanaise)
Pour les articles homonymes, voir Canora et Pelly.
Circonscription électorale provinciale du Canada
Canora-Pelly est une circonscription électorale provinciale de la Saskatchewan au Canada. Elle est représentée à l'Assemblée législative de la Saskatchewan depuis 1995.

## Géographie
En 2024, la circonscription comprend :
- Les communautés de Canora, Pelly, Endeavour, Wroxton (en), Keesock, Stornoway (en), Togo, Rhein (en), Ebenezer, Springside, Willowbrook (en), Theodore (en), Sheho (en), Canora Beach (en), Burgis Beach (en), Gorlitz (en), Hamton, Donwell, Mikado (en), Veregin (en), Kamsack, Runnymede (en), Arran, Norquay, Stenen (en), Hyas (en), Sturgis, Crystal Lake (en), Tadmore (en), Danbury (en), Preeceville, Lady Lake (en), Ketchen (en), Hazel Dell (en), Hinchcliffe, Lintlaw (en), Usherville (en), Swan Plain (en) et Whitebeech.
- Les municipalités rurales de Calder No 241 (en), Wallace No 242 (en), Orkney No 244 (en), Garry No 245 (en), Cote No 271, Sliding Hills No 273 (en), Good Lake No 274 (en), Insinger No 275 (en), St. Philips No 301, Keys No 303 (en), Buchanan No 304 (en), Invermay No 305 (en), Livingston No 331 (en), Clayton No 333 (en), Preeceville No 334 (en), Hazel Dell No 335 (en).
- Les communautés Premières Nations de Cote 64 (en), Keeseekoose 66 (en) et The Key 65 (en).
- Les parcs provinciaux de Duck Mountain, Good Spirit Lake (en).

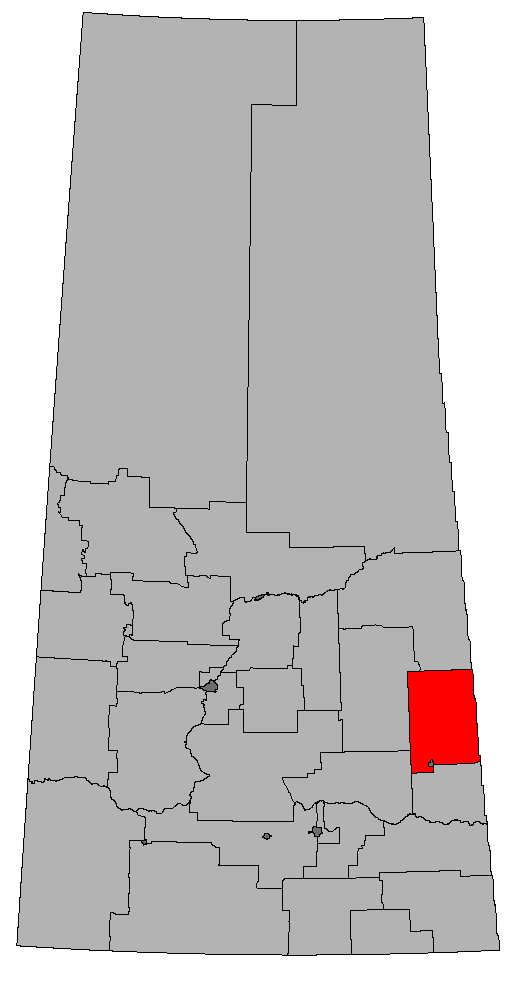
Frontière de la circonscription en 2016.
Frontière de la circonscription en 2022.

## Liste des députés
| Parlement                                         | Années                                            | Député                                            | Député                                            | Parti                                             |
| Canora-Pelly                                      | Canora-Pelly                                      | Canora-Pelly                                      | Canora-Pelly                                      | Canora-Pelly                                      |
| Nouvelle circonscription issue de Canora et Pelly | Nouvelle circonscription issue de Canora et Pelly | Nouvelle circonscription issue de Canora et Pelly | Nouvelle circonscription issue de Canora et Pelly | Nouvelle circonscription issue de Canora et Pelly |
| ------------------------------------------------- | ------------------------------------------------- | ------------------------------------------------- | ------------------------------------------------- | ------------------------------------------------- |
| 23e                                               | 1995–1997                                         |                                                   | Ken Krawetz                                       | Libéral                                           |
| 23e                                               | 1997-1999                                         |                                                   | Ken Krawetz                                       | Saskatchewanais                                   |
| 25e                                               | 2003–2007                                         |                                                   | Ken Krawetz                                       | Saskatchewanais                                   |
| 26e                                               | 2007–2011                                         |                                                   | Ken Krawetz                                       | Saskatchewanais                                   |
| 27e                                               | 2011–2016                                         |                                                   | Ken Krawetz                                       | Saskatchewanais                                   |
| 28e                                               | 2016–2020                                         |                                                   | Terry Dennis                                      | Saskatchewanais                                   |
| 29e                                               | 2020–2024                                         |                                                   | Terry Dennis                                      | Saskatchewanais                                   |
| 30e                                               | 2024–en cours                                     |                                                   | Sean Wilson (en)                                  | Saskatchewanais                                   |